# Вајт Ајланд Шорс (Масачусетс)
Вајт Ајланд Шорс (енгл. White Island Shores) насељено је место без административног статуса у америчкој савезној држави Масачусетс.

## Демографија
По попису из 2010. године број становника је 2.106, што је 27 (-1,3%) становника мање него 2000. године.
| Група             | 2000.         | 2010.         |
| Белци             | 1.888 (88,5%) | 1.850 (87,8%) |
| Афроамериканци    | 62 (2,9%)     | 54 (2,6%)     |
| Азијати           | 5 (0,2%)      | 28 (1,3%)     |
| Хиспаноамериканци | 48 (2,3%)     | 62 (2,9%)     |
| Укупно            | 2.133         | 2.106         |